# Pyrenula mastophoroides
Pyrenula mastophoroides är en lavart som först beskrevs av William Nylander och fick sitt nu gällande namn av Alexander Zahlbruckner. 
Pyrenula mastophoroides ingår i släktet Pyrenula och familjen Pyrenulaceae.   Inga underarter finns listade i Catalogue of Life.